# Diócesis de Kurunegala
La diócesis de Kurunegala (en latín: Dioecesis Kurunegalaen(sis), en inglés: Roman Catholic Diocese of Kurunegala y en cingalés: குருணாகல் மாவட்ட) es una circunscripción eclesiástica latina de la Iglesia católica en Sri Lanka, sufragánea de la arquidiócesis de Colombo. La diócesis tiene al obispo Harold Anthony Perera como su ordinario desde el 14 de mayo de 2009. 

## Territorio y organización
La diócesis tiene 4816 km² y extiende su jurisdicción sobre los fieles católicos de rito latino residentes en el distrito de Kurunegala en la provincia Noroeste.
La sede de la diócesis se encuentra en la ciudad de Kurunegala, en donde se halla la Catedral de Santa Ana.
En 2019 en la diócesis existían 35 parroquias.

## Historia
La diócesis fue erigida el 15 de mayo de 1987 con la bula Sancta Christi Ecclesia del papa Juan Pablo II, obteniendo el territorio de la diócesis de Chilaw.

## Estadísticas
De acuerdo al Anuario Pontificio 2020 la diócesis tenía a fines de 2019 un total de 57 048 fieles bautizados.
| Año                                                                             | Población            | Población | Población      | Sacerdotes | Sacerdotes    | Sacerdotes    | Bautizados por sacerdote | Diáconos permanentes | Religiosos | Religiosos | Parroquias |
| Año                                                                             | Bautizados católicos | Total     | % de católicos | Total      | Clero secular | Clero regular | Bautizados por sacerdote | Diáconos permanentes | Varones    | Mujeres    | Parroquias |
| ------------------------------------------------------------------------------- | -------------------- | --------- | -------------- | ---------- | ------------- | ------------- | ------------------------ | -------------------- | ---------- | ---------- | ---------- |
| 1990                                                                            | 35 877               | 1 250 000 | 2.9            | 24         | 22            | 2             | 1494                     |                      | 6          | 51         | 18         |
| 1999                                                                            | 44 945               | 1 666 539 | 2.7            | 40         | 37            | 3             | 1123                     |                      | 6          | 61         | 26         |
| 2000                                                                            | 45 614               | 1 667 238 | 2.7            | 40         | 37            | 3             | 1140                     |                      | 6          | 63         | 26         |
| 2001                                                                            | 46 662               | 1 673 236 | 2.8            | 42         | 39            | 3             | 1111                     |                      | 6          | 62         | 26         |
| 2002                                                                            | 47 439               | 1 504 338 | 3.2            | 43         | 40            | 3             | 1103                     |                      | 6          | 58         | 26         |
| 2003                                                                            | 48 105               | 1 505 004 | 3.2            | 45         | 44            | 1             | 1069                     |                      | 5          | 56         | 26         |
| 2004                                                                            | 48 967               | 1 505 866 | 3.3            | 45         | 42            | 3             | 1088                     |                      | 6          | 53         | 28         |
| 2013                                                                            | 55 300               | 1 568 000 | 3.5            | 59         | 53            | 6             | 937                      |                      | 11         | 77         | 32         |
| 2016                                                                            | 55 608               | 1 638 000 | 3.4            | 58         | 57            | 1             | 958                      |                      | 5          | 80         | 35         |
| 2019                                                                            | 57 048               | 1 620 469 | 3.5            | 59         | 53            | 6             | 966                      |                      | 8          | 68         | 35         |
| Fuente: Catholic-Hierarchy, que a su vez toma los datos del Anuario Pontificio. |                      |           |                |            |               |               |                          |                      |            |            |            |

## Episcopologio
- Anthony Leopold Raymond Peiris † (15 de mayo de 1987-14 de mayo de 2009 retirado)
- Harold Anthony Perera, desde el 14 de mayo de 2009